# Zarenkurgan (Kertsch)

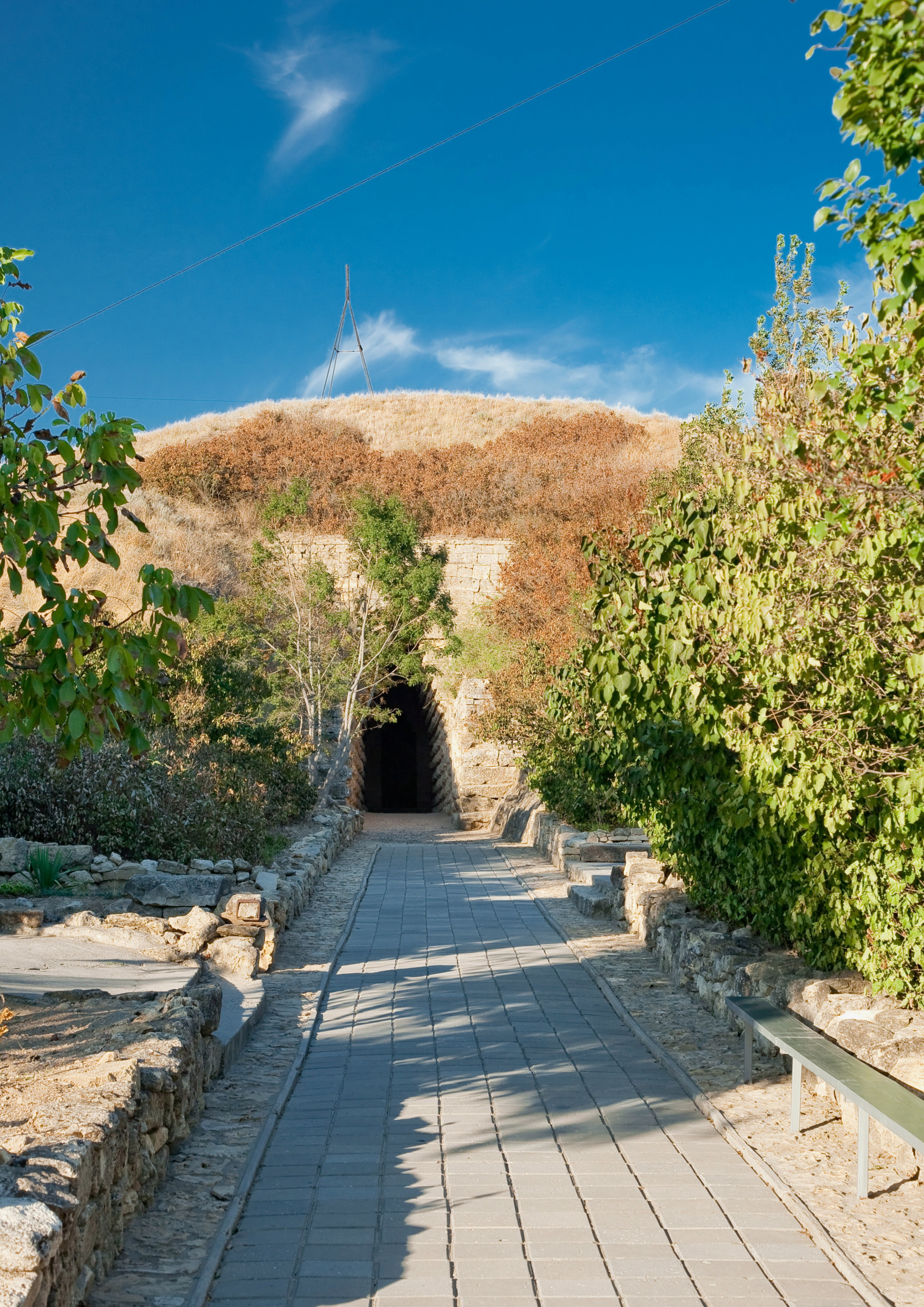
Der Zarenkurgan in Kertsch

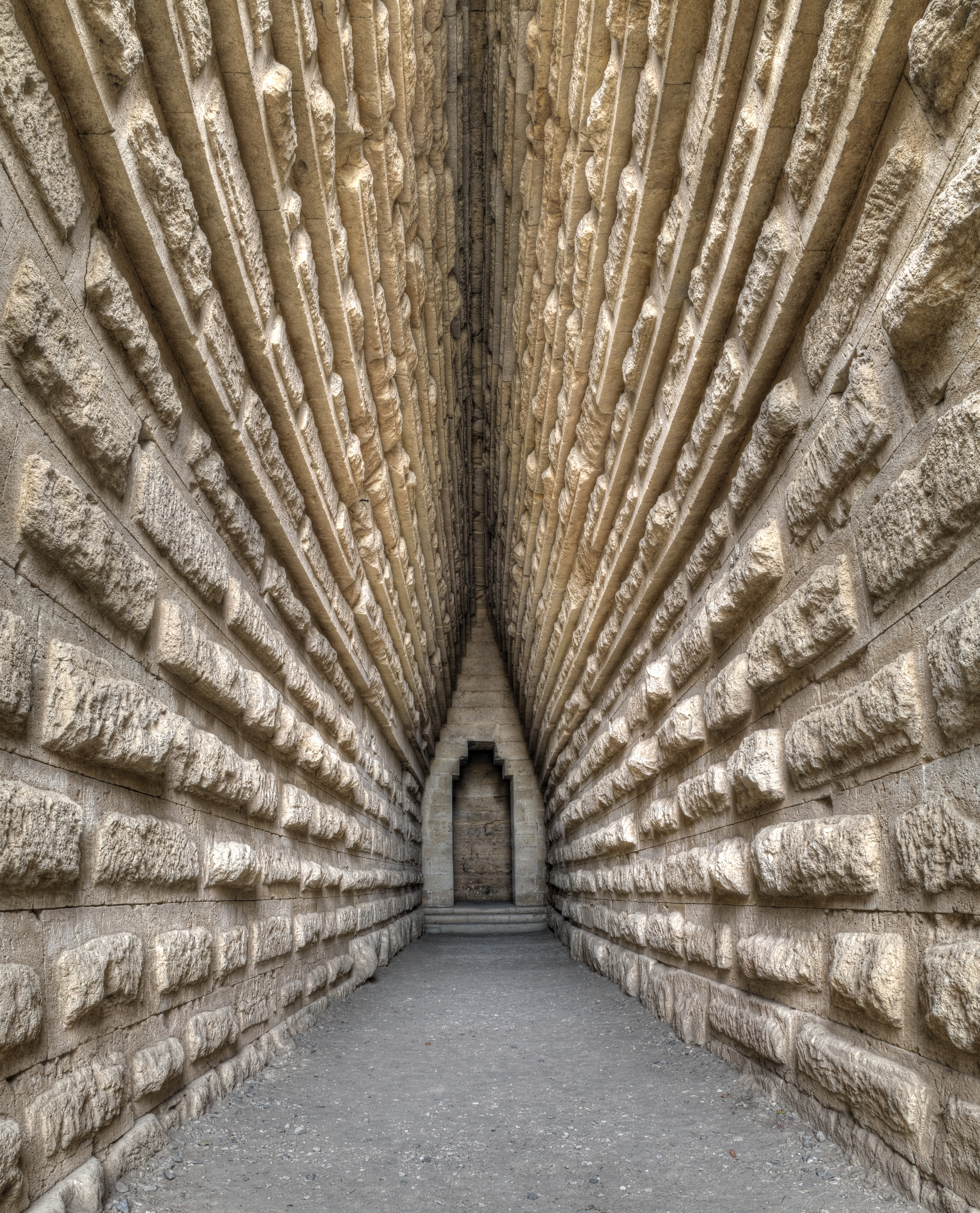
Zarenkurgan: Anbindung des Dromos an die Grabkammer

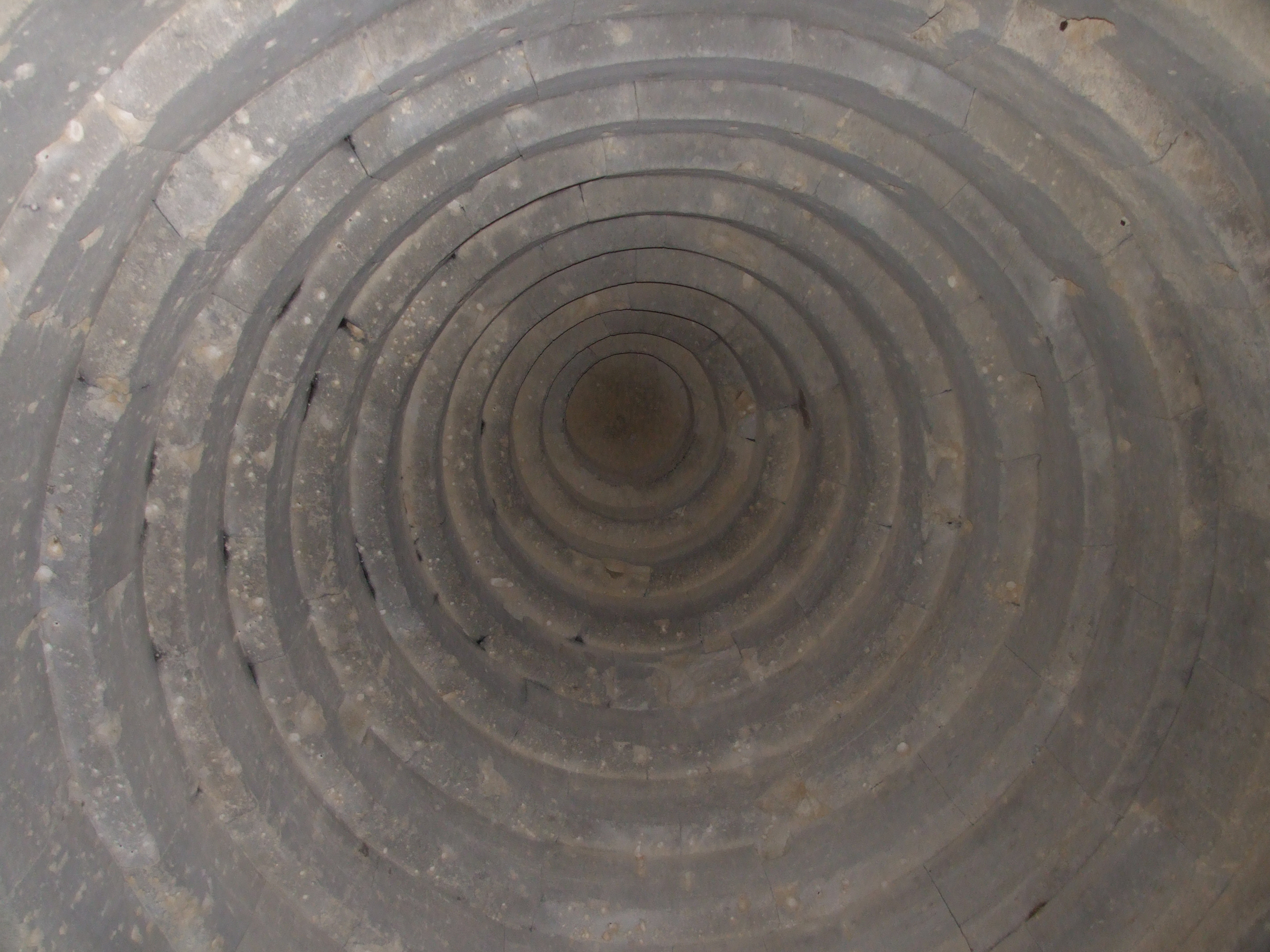
Zarenkurgan: Blick in die Kuppel

Der Zarenkurgan (ukrainisch Царський курган Zarskyj kurgan, russisch Царский курган) aus dem 4. Jahrhundert v. Chr. ist eines der eindrucksvollsten Hügelgräber (Kurgane) der Krim. Er befindet sich in Kertsch, einer Stadt am Ostrand der Krim, die aus der von Milet gegründeten Stadt Pantikapaion (Παντικάπαιον) hervorging.
Etwa 200 Hügelgräber lassen sich inmitten der Stadt Kertsch und in ihrer unmittelbaren Umgebung erkennen. Der Zarenkurgan liegt im Nordosten der Stadt, etwa 5 km vom Zentrum entfernt, nahe beim Denkmal für die „Verteidigung der Steinbrüche von Adzhymushkai“ (Оборона Аджимушкайских каменоломен). Der Erdhügel ist knapp 20 Meter hoch und hat an der Sohle einen Umfang von rund 250 Metern. Er birgt eine Grabkammer mit quadratischem Grundriss (4,39 × 4,35 Meter), der allmählich in die kreisrunde Form einer präzis angelegten Kragsteinkuppel („Falsches Gewölbe“) übergeht. Die Gesamthöhe der Grabkammer beträgt 8,84 Meter. Eindrucksvoll ist auch der großzügige Dromos, ein 2,80 Meter breiter und 37 Meter langer, spitzgiebliger Zugangskorridor, der ebenfalls in Kragsteinbauweise ausgeführt ist. Beide Gebäudeteile sind aus gelblichen Kalksteinblöcken gefertigt und haben einen Boden aus einer gestampftem Mischung von Lehm, Kalk und Kalkstein.
Es wird angenommen, dass der Zarenkurgan, ein Meisterwerk antiker Baukunst, die letzte Ruhestätte eines Herrschers des Bosporanischen Reichs war. Das entstand im 5. Jahrhundert v. Chr. aus den griechischen Kolonien im nördlichen Schwarzmeergebiet und am Asowschen Meer. Der Kurgan könnte insbesondere das Grab von Leukon I. gewesen sein. Im Rahmen von Grabungen in den Jahren 1833 bis 1837 wurde der Kurgan geöffnet. Er enthielt allerdings nur Reste eines hölzernen Sarkophags, war also wahrscheinlich schon vor langer Zeit ausgeraubt worden. An den Wänden eingeritzte christliche Symbole lassen vermuten, dass der Grabraum frühen Christen als Zufluchtsort und Kultraum diente.
Innerhalb der Umzäunung des Grabhügels liegt auch ein Lapidarium. Dieses kleine Museum zeigt Fundstücke aus antiker Zeit, wie Grabstelen, Sarkophage und Postamente.